# Wellsboro (Pennsylvanie)
La ville de Wellsboro est le siège du comté de Tioga, situé en Pennsylvanie, aux États-Unis.